# Mohammad Rudaki
Mohammad Reza Rudaki (pers. محمدرضا رودکی ;ur. 22 lutego 1984) – irański judoka. Dwukrotny olimpijczyk. Zajął piąte miejsce w Pekinie 2008 i odpadł w eliminacjach w Londynie 2012. Walczył w wadze ciężkiej. 
Piąty na mistrzostwach świata w 2011, siódmy w 2005; uczestnik zawodów w 2007 i 2010. Startował w Pucharze Świata w latach 2010-2012. Srebrny medalista igrzysk azjatyckich w 2006 i 2010. Zdobył cztery medale na mistrzostwach Azji w latach 2005 - 2012.

## Letnie Igrzyska Olimpijskie 2008
| Konkurencja | Eliminacje         | Eliminacje                    | Eliminacje                | Repasaże                 | Repasaże                  | Finały                | Klas. końcowa |
| Konkurencja | Przeciwnik I       | Przeciwnik II                 | 1/4                       | Przeciwnik I             | Przeciwnik II             | o 3 miejsce           | Miejsce       |
| ----------- | ------------------ | ----------------------------- | ------------------------- | ------------------------ | ------------------------- | --------------------- | ------------- |
| 100 kg      | Yury Rybak (BLR) Z | Þormóður Árni Jónsson (ISL) Z | Lasza Gudżedżiani (GEO) P | Daniel McCormick (USA) Z | Tamierłan Tmienow (RUS) Z | Óscar Brayson (CUB) P | 5.            |

## Letnie Igrzyska Olimpijskie 2012
| Konkurencja | Eliminacje             | Klas. końcowa |
| Konkurencja | Przeciwnik I           | Miejsce       |
| ----------- | ---------------------- | ------------- |
| 100 kg      | El Mehdi Malki (MAR) P | 17.           |